# رافائل شیدت
رافائل شیدت (به پرتغالی: Rafael Scheidt) مدافع اهل برزیل است که در شهر پورتو الگره و در تاریخ ۱۰ فوریهٔ ۱۹۷۶ به دنیا آمده‌است.
رافائل شیدت در تیم‌های فوتبال Grêmio سابقهٔ حضور دارد.